# Stazione di Pratola Peligna Superiore
Stazione di Pratola Peligna Superiore vasútállomás Olaszországban, Pratola Peligna településen.

## Vasútvonalak
Az állomást az alábbi vasútvonalak érintik:
- Terni–Sulmona-vasútvonal

## Kapcsolódó állomások
A vasútállomáshoz az alábbi állomások vannak a legközelebb:
- Stazione di Sulmona
- Stazione di Raiano